# Championnats d'Europe de patinage artistique 1989
Navigation
Édition précédente Édition suivante
Les championnats d'Europe de patinage artistique 1989 ont lieu du 17 au 22 janvier 1989 au National Exhibition Centre de Birmingham au Royaume-Uni.
En danse sur glace, à partir de cette saison 1988/1989, le nombre de danses imposées est réduit de trois à deux.

## Qualifications
Les patineurs sont éligibles à l'épreuve s'ils représentent une nation européenne membre de l'Union internationale de patinage (International Skating Union en anglais). Les fédérations nationales sélectionnent leurs patineurs en fonction de leurs propres critères.
Sur la base des résultats des championnats d'Europe 1988, l'Union internationale de patinage autorise chaque pays à avoir de une à trois inscriptions par discipline. 

## Podiums
| Épreuves                            | Or                                   | Argent                           | Bronze                               |
| ----------------------------------- | ------------------------------------ | -------------------------------- | ------------------------------------ |
| Messieurs résultats détaillés       | Alexandre Fadeïev                    | Grzegorz Filipowski              | Petr Barna                           |
| Dames résultats détaillés           | Claudia Leistner                     | Natalia Lebedeva                 | Patricia Neske                       |
| Couples résultats détaillés         | Larisa Seleznyova / Oleg Makarov     | Mandy Wötzel / Axel Rauschenbach | Natalia Mishkutenok / Artur Dmitriev |
| Danse sur glace résultats détaillés | Marina Klimova / Sergueï Ponomarenko | Maïa Oussova / Alexandre Jouline | Natalia Annenko / Genrikh Sretenski  |

## Tableau des médailles
| Rang  | Nation               | Or | Argent | Bronze | Total |
| ----- | -------------------- | -- | ------ | ------ | ----- |
| 1     | Union soviétique     | 3  | 2      | 2      | 7     |
| 2     | Allemagne de l'Ouest | 1  | 0      | 1      | 2     |
| 3     | Allemagne de l'Est   | 0  | 1      | 0      | 1     |
| 3     | Pologne              | 0  | 1      | 0      | 1     |
| 5     | Tchécoslovaquie      | 0  | 0      | 1      | 1     |
| Total | Total                | 4  | 4      | 4      | 12    |

## Détails des compétitions
Pour la saison 1988/1989, les calculs des points se font selon la méthode suivante :
- chez les Messieurs et les Dames (0.4 point par place pour les figures imposées, 0.6 point par place pour le programme court, 1 point par place pour le programme libre)
- chez les couples artistiques (0.5 point par place pour le programme court, 1 point par place pour le programme libre)
- en danse sur glace (0.4 point par place pour les deux danses imposées, 0.6 point par place pour la danse originale, 1 point par place pour la danse libre)

### Messieurs
| Rang                                      | Nom                    | Nation               | Points | Fig. impo. | Prog. court | Prog. libre |
| ----------------------------------------- | ---------------------- | -------------------- | ------ | ---------- | ----------- | ----------- |
| 1                                         | Alexandre Fadeïev      | Union soviétique     | 2.4    | 2          | 1           | 1           |
| 2                                         | Grzegorz Filipowski    | Pologne              | 4.4    | 3          | 2           | 2           |
| 3                                         | Petr Barna             | Tchécoslovaquie      | 6.4    | 4          | 3           | 3           |
| 4                                         | Dmitri Gromov          | Union soviétique     | 10.8   | 11         | 4           | 4           |
| 5                                         | Daniel Weiss           | Allemagne de l'Ouest | 12.0   | 5          | 5           | 7           |
| 6                                         | Vyacheslav Zahorodnyuk | Union soviétique     | 13.0   | 8          | 8           | 5           |
| 7                                         | Axel Médéric           | France               | 19.4   | 7          | 6           | 13          |
| 8                                         | Peter Johansson        | Suède                | 19.6   | 16         | 12          | 6           |
| 9                                         | Lars Dresler           | Danemark             | 21.0   | 12         | 7           | 12          |
| 10                                        | Alessandro Riccitelli  | Italie               | 21.4   | 9          | 13          | 10          |
| 11                                        | András Száraz          | Hongrie              | 21.6   | 13         | 9           | 11          |
| 12                                        | Ronny Winkler          | Allemagne de l'Est   | 21.8   | 18         | 11          | 8           |
| 13                                        | Éric Millot            | France               | 23.4   | 15         | 14          | 9           |
| 14                                        | Ralph Burghart         | Autriche             | 26.0   | 6          | 16          | 14          |
| 15                                        | Christian Newberry     | Royaume-Uni          | 28.0   | 10         | 15          | 15          |
| 16                                        | Oula Jääskeläinen      | Finlande             | 34.4   | 19         | 18          | 16          |
| 17                                        | Tomislav Čižmešija     | Yougoslavie          | 35.0   | 14         | 19          | 18          |
| 18                                        | Jan Erik Digernes      | Norvège              | 35.6   | 21         | 17          | 17          |
| 19                                        | John Martin            | Royaume-Uni          | 38.4   | 17         | 21          | 19          |
| Abandon                                   | Richard Zander         | Allemagne de l'Ouest |        | 1          | 10          |             |
| Patineur éliminé après le programme court |                        |                      |        |            |             |             |
| 21                                        | Boyko Aleksiev         | Bulgarie             |        | 20         | 20          | NC          |

### Dames
| Rang                                          | Nom                | Nation               | Points | Fig. impo. | Prog. court | Prog. libre |
| --------------------------------------------- | ------------------ | -------------------- | ------ | ---------- | ----------- | ----------- |
| 1                                             | Claudia Leistner   | Allemagne de l'Ouest | 2.0    | 1          | 1           | 1           |
| 2                                             | Natalia Lebedeva   | Union soviétique     | 5.4    | 4          | 3           | 2           |
| 3                                             | Patricia Neske     | Allemagne de l'Ouest | 9.2    | 8          | 5           | 3           |
| 4                                             | Simone Lang        | Allemagne de l'Est   | 9.6    | 6          | 2           | 6           |
| 5                                             | Natalia Gorbenko   | Union soviétique     | 12.4   | 3          | 7           | 7           |
| 6                                             | Joanne Conway      | Royaume-Uni          | 13.2   | 2          | 4           | 10          |
| 7                                             | Evelyn Großmann    | Allemagne de l'Est   | 13.4   | 12         | 6           | 5           |
| 8                                             | Surya Bonaly       | France               | 15.6   | 17         | 8           | 4           |
| 9                                             | Tamara Téglássy    | Hongrie              | 18.6   | 10         | 11          | 8           |
| 10                                            | Yvonne Gómez       | Espagne              | 20.2   | 13         | 10          | 9           |
| 11                                            | Željka Čižmešija   | Yougoslavie          | 21.2   | 5          | 12          | 12          |
| 12                                            | Yvonne Pokorny     | Autriche             | 21.6   | 7          | 13          | 11          |
| 13                                            | Sabine Contini     | Italie               | 26.0   | 14         | 9           | 15          |
| 14                                            | Helene Persson     | Suède                | 29.4   | 11         | 15          | 16          |
| 15                                            | Anisette Torp-Lind | Danemark             | 29.8   | 21         | 14          | 13          |
| 16                                            | Stefanie Schmid    | Suisse               | 30.2   | 15         | 17          | 14          |
| 17                                            | Claude Péri        | France               | 30.2   | 9          | 16          | 17          |
| 18                                            | Jacqueline Soames  | Royaume-Uni          | 36.6   | 18         | 19          | 18          |
| 19                                            | Jeltje Schulten    | Pays-Bas             | 38.6   | 19         | 20          | 19          |
| Abandon                                       | Mirela Gawłowska   | Pologne              |        | 16         | 23          |             |
| Patineuses éliminées après le programme court |                    |                      |        |            |             |             |
| 21                                            | Iveta Voralova     | Tchécoslovaquie      |        | 20         | 21          | NC          |
| 22                                            | Sandrine Goes      | Belgique             |        | 25         | 18          | NC          |
| 23                                            | Elina Hänninen     | Finlande             |        | 22         | 22          | NC          |
| 24                                            | Anita Thorenfeldt  | Norvège              |        | 24         | 24          | NC          |
| 25                                            | Asia Aleksieva     | Bulgarie             |        | 23         | 25          | NC          |
| 26                                            | Andrea Gránitz     | Hongrie              |        | 26         | 26          | NC          |

### Couples
| Rang | Nom                                  | Nation               | Points | Prog. court | Prog. libre |
| ---- | ------------------------------------ | -------------------- | ------ | ----------- | ----------- |
| 1    | Larisa Seleznyova / Oleg Makarov     | Union soviétique     | 1.5    | 1           | 1           |
| 2    | Mandy Wötzel / Axel Rauschenbach     | Allemagne de l'Est   | 3.0    | 2           | 2           |
| 3    | Natalia Mishkutenok / Artur Dmitriev | Union soviétique     | 4.5    | 3           | 3           |
| 4    | Elena Kvitchenko / Rashid Kadyrkaev  | Union soviétique     | 6.0    | 4           | 4           |
| 5    | Cheryl Peake / Andrew Naylor         | Royaume-Uni          | 7.5    | 5           | 5           |
| 6    | Anuschka Gläser / Stefan Pfrengle    | Allemagne de l'Ouest | 9.0    | 6           | 6           |
| 7    | Lisa Cushley / Neil Cushley          | Royaume-Uni          | 10.5   | 7           | 7           |
| 8    | Sonja Adalbert / Daniele Caprano     | Allemagne de l'Ouest | 12.0   | 8           | 8           |
| 9    | Anna Górecka / Arkadiusz Górecki     | Pologne              | 13.5   | 9           | 9           |

### Danse sur glace
| Rang | Nom                                     | Nation               | Points | Danses imposées | Danse originale | Danse libre |
| ---- | --------------------------------------- | -------------------- | ------ | --------------- | --------------- | ----------- |
| 1    | Marina Klimova / Sergueï Ponomarenko    | Union soviétique     | 2.0    | 1               | 1               | 1           |
| 2    | Maïa Oussova / Alexandre Jouline        | Union soviétique     | 4.0    | 2               | 2               | 2           |
| 3    | Natalia Annenko / Genrikh Sretenski     | Union soviétique     | 6.0    | 3               | 3               | 3           |
| 4    | Klára Engi / Attila Tóth                | Hongrie              | 8.0    | 4               | 4               | 4           |
| 5    | Stefania Calegari / Pasquale Camerlengo | Italie               | 11.0   | 6               | 6               | 5           |
| 6    | Sharon Jones / Paul Askham              | Royaume-Uni          | 11.0   | 5               | 5               | 6           |
| 7    | Andrea Juklova / Martin Šimeček         | Tchécoslovaquie      | 14.4   | 8               | 7               | 7           |
| 8    | Dominique Yvon / Frédéric Palluel       | France               | 15.6   | 7               | 8               | 8           |
| 9    | Małgorzata Grajcar / Andrzej Dostatni   | Pologne              | 18.0   | 9               | 9               | 9           |
| 10   | Andrea Weppelmann / Hendryk Schamberger | Allemagne de l'Ouest | 20.4   | 11              | 10              | 10          |
| 11   | Sophie Moniotte / Pascal Lavanchy       | France               | 21.6   | 10              | 11              | 11          |
| 12   | Susanna Rahkamo / Petri Kokko           | Finlande             | 24.0   | 12              | 12              | 12          |
| 13   | Anna Croci / Luca Mantovani             | Italie               | 26.0   | 13              | 13              | 13          |
| 14   | Karen Quinn / Alan Abretti              | Royaume-Uni          | 29.0   | 15              | 15              | 14          |
| 15   | Krisztina Kerekes / Csaba Szentpéteri   | Hongrie              | 29.0   | 14              | 14              | 15          |
| 16   | Diane Gerencser / Bernard Columberg     | Suisse               | 32.0   | 16              | 16              | 16          |
| 17   | Ursula Holik / Herbert Holik            | Autriche             | 34.0   | 17              | 17              | 17          |